# Moorsel (Aalst)
Moorsel belga település a flandriai Kelet-Flandria tartományban, Aalst körzetben található, közigazgatásilag Aalst városának része. A település területe 9,43 km², lakossága kb. 4600 fő. A szomszédos Baardegem, Herdersem és Meldert településekkel együtt a "Faluintjesgemeenten" faluszövetség és hagyományőrző testület tagja. Leghíresebb szülötte Szent Gudula, Brüsszel városának védőszentje.

## Története
A település jelenlegi neve csak a 18. században alakult ki, ezt megelőzően számos eltérő változat volt ismert. Ezek közül a "Morcella" formát már 1114-ben használták. A név feltehetően a "moor" (mocsár) és "sele" vagy "sall" (lakhely) összevonásából származik.
A kora középkortól kezdve a falu területe két részre volt felosztva: Moorsel-propre és Moorsel-kapittel. Moorsel-propre, amely a falu mai területének mintegy egyharmada volt, a helyi van Moorsel földesurak birtoka volt. 1661-ben a család bárói címet szerzett magának.
A másik rész, Moorsel-kapittel már 868-ban létezett és a dendermondei apácazárda tulajdonában volt. A környék legnagyobb földbirtokosa az affligemi apátság volt. Az apátság birtokán 1546-ban Karel de Croij, Tournai püspöke, kastélyt építtetett magának, miután az előző, Meldert faluban felépült kastélya az átadási ünnepség keretén belül leégett. Az első kastély köveinek felhasználásával készült el Mechelenben az érseki palota.
A környéken mindig is a mezőgazdaság volt a legfőbb tevékenység, csak a 19. században honosodott meg pár iparág, mint például a sörfőzés. 1900 után lendült fel a vágottvirág-termesztés, amelynek termékeit egész Európában árusították.
A falu megosztottságának és az affligemi apátok uralmának csak 1795-ben vetett véget a francia forradalmi hadsereg bevonulása, illetve a korábbi adminisztrációs körzetek felszámolása.
A négy "Faluintjesgemeenten" közül Moorsel a legnagyobb 943 hektáros területével és kb. 4600 fős lakosságával.

## Látnivalók
A "Sint-Martinuskerk" román stílusú épülete a 12. században épült. Közelében található a 18. századi parókia() és a 14. századi Sint-Gudulakapel()() épülete (Szent Gudula a faluban született), valamint a reneszánsz stílusú kastély(), amely lényegében eredeti állapotában maradt fenn. Mindegyik épület a helyi homokkőből épült, amit Merdelt faluban bányásztak.

## A falu szülöttei
- Szent Gudula
- Domien Camiel De Rop